# Alex Renfroe
Gregory Alexander Renfroe (* 23. Mai 1986 in Hermitage, Tennessee) ist ein US-amerikanischer Basketballspieler, der seit 2015 auch die bosnisch-herzegowinische Staatsangehörigkeit besitzt. Renfroe spielt seit dem Studium ab 2009 als Profi in Europa. Bei seiner ersten Profistation im lettischen Riga wurde er zum „Most Valuable Player“ der Baltic Basketball League ernannt. Mit KK Zagreb gewann er in Kroatien 2011 die Meisterschaft sowie den Pokalwettbewerb und mit den Enel New Baskets aus Brindisi 2012 die Play-offs der Legadue und den Aufstieg in die höchste italienische Spielklasse. Nach einer Station im spanischen Valladolid spielte Renfroe am Saisonende der Bundesliga-Saison 2012/13 für die Brose Baskets, mit denen er deren Titel als deutscher Meister erfolgreich verteidigte. 2015/16 stand er beim deutschen Erstligisten FC Bayern München unter Vertrag. In der Saison 2016/17 wechselte Renfroe erneut in die spanische Liga ACB zum Spitzenklub FC Barcelona.

## Werdegang
Zum Studium ging Renfroe 2004 zunächst an die methodistische Trevecca Nazarene University in Nashville, deren Sportmannschaften in der National Association of Intercollegiate Athletics (NAIA) organisiert sind. Nach zwei Jahren wechselte er innerhalb von Nashville an die Belmont University. Nach dem Hochschulwechsel wurde Renfroe zunächst ein Jahr in Meisterschaftsspielen der Sportmannschaften nicht eingesetzt und spielte ab 2007 in der Bruins genannten Basketballmannschaft damals in der Atlantic Sun Conference der NCAA. 2008 gewannen die Bruins zum dritten Mal in Folge das Meisterschaftsturnier der Conference. In der landesweiten Endrunde der NCAA standen sie dann in der ersten Runde vor einer großen Überraschung, als sie gegen den hohen Favoriten Duke Blue Devils kurz vor Schluss führten und am Ende nur mit einem Punkt unterlagen. Renfroe war mit 15 Punkten bester Korbschütze seiner Mannschaft in diesem Spiel und wurde in der darauffolgenden Spielzeit zum Spieler des Jahres seiner NCAA-Conference gewählt. Die Bruins konnten jedoch ihren Meisterschaftstitel im Finalturnier 2009 nicht verteidigen und zogen daher auch nicht in die landesweite Endrunde ein.
2009 begann Renfroe eine Laufbahn als Berufsbasketballspieler in Europa und stand bei VEF Riga in Lettland unter Vertrag. Erstmals seit der Wiedergründung 2007 erreichte man 2010 die Finalserie um die lettische Meisterschaft, die jedoch gegen den Stadtrivalen BK Barons Rīga verloren ging. Während man in der EuroChallenge in der Saison 2009/10 früh ausschied, verpasste man im baltischen Vereinswettbewerb Baltic Basketball League im Viertelfinal gegen den BK Ventspils nur knapp am Einzug ins Final-Four-Turnier der Elite Division, wobei Renfroe zum besten Spieler der Hauptrunde ernannt wurde. In der Spielzeit 2010/11 gewann Renfroe mit KK Zagreb die erste kroatische Meisterschaft der Vereinsgeschichte und verteidigte den Pokaltitel vom Vorjahr. In der Adria-Liga verpasste man nur wegen des schlechteren direkten Vergleichs den Einzug in das Endturnier. Zur Spielzeit 2011/12 wechselte Renfroe jenseits der Adria zu den Enel New Baskets aus Brindisi. Mit diesem Verein gewann er den Ligapokal der zweiten italienischen Liga LegADue und schaffte durch den Sieg in den Play-offs dieser Liga noch den Aufstieg in die höchste Spielklasse Serie A.
Zur Spielzeit 2012/13 wechselte Renfroe in die höchste spanische Spielklasse Liga ACB zu Blancos de Rueda aus Valladolid. Der Tabellenletzte der Vorsaison war nur durch den Verzicht anderer Vereine in der Klasse geblieben und spielte auch in dieser Spielzeit im unteren Tabellendrittel. Im Februar 2013 holte ihn der vormalige deutsche Double-Gewinner Brose Baskets aus Bamberg als Reserve für den verletzungsgeplagten John Goldsberry in die Basketball-Bundesliga. Nach der Verteidigung der deutschen Meisterschaft bekam Renfroe keinen neuen Vertrag mehr und wechselte zu BK Jenissei Krasnojarsk, der in der osteuropäischen VTB United League spielt. Zu Beginn der Play-offs wurde er vom spanischen Verein Saski Baskonia, der unter dem Sponsorennamen Laboral Kutxa firmierte, verpflichtet.
Danach wechselte Renfroe zur Saison 2014/15 wieder in die deutsche Bundesliga zum damaligen Vizemeister Alba Berlin. Nach einer erfolgreichen Saison in Berlin, wo Renfroe in der Bundesliga durchschnittlich 10,7 Punkte und 4,9 Korbvorlagen pro Spiel auflegte, wechselte er zum Ligakonkurrenten FC Bayern München. Dort unterschrieb er einen auf zwei Jahre ausgelegten Vertrag. In der Saison 2016/17 wechselte Renfroe wieder in die spanische Liga ACB zum FC Barcelona.
Er spielte anschließend in der Türkei bei Galatasaray Istanbul. Im Mai 2018 nahm er ein Angebot von Felice Scandone Avellino aus Italien an, um die Mannschaft in der Endphase des Spieljahres 2017/18 zu verstärken. 2019 gewann Renfroe mit KK Partizan Belgrad den serbischen Pokalwettbewerb. Bis auf Stationen in Russland und Puerto Rico spielte er anschließend meist in Spanien, stand bei mehreren Erstligisten unter Vertrag. 2025 gewann er mit Betis Sevilla den Meistertitel in der zweiten spanischen Liga.

## Nationalmannschaft
Am 6. August 2015 gab der eingebürgerte Renfroe sein Debüt für die bosnisch-herzegowinische Basketballnationalmannschaft. Er nahm mit der Auswahl an der Europameisterschaft 2015 teil.